# Schweizer Frauenbewegung

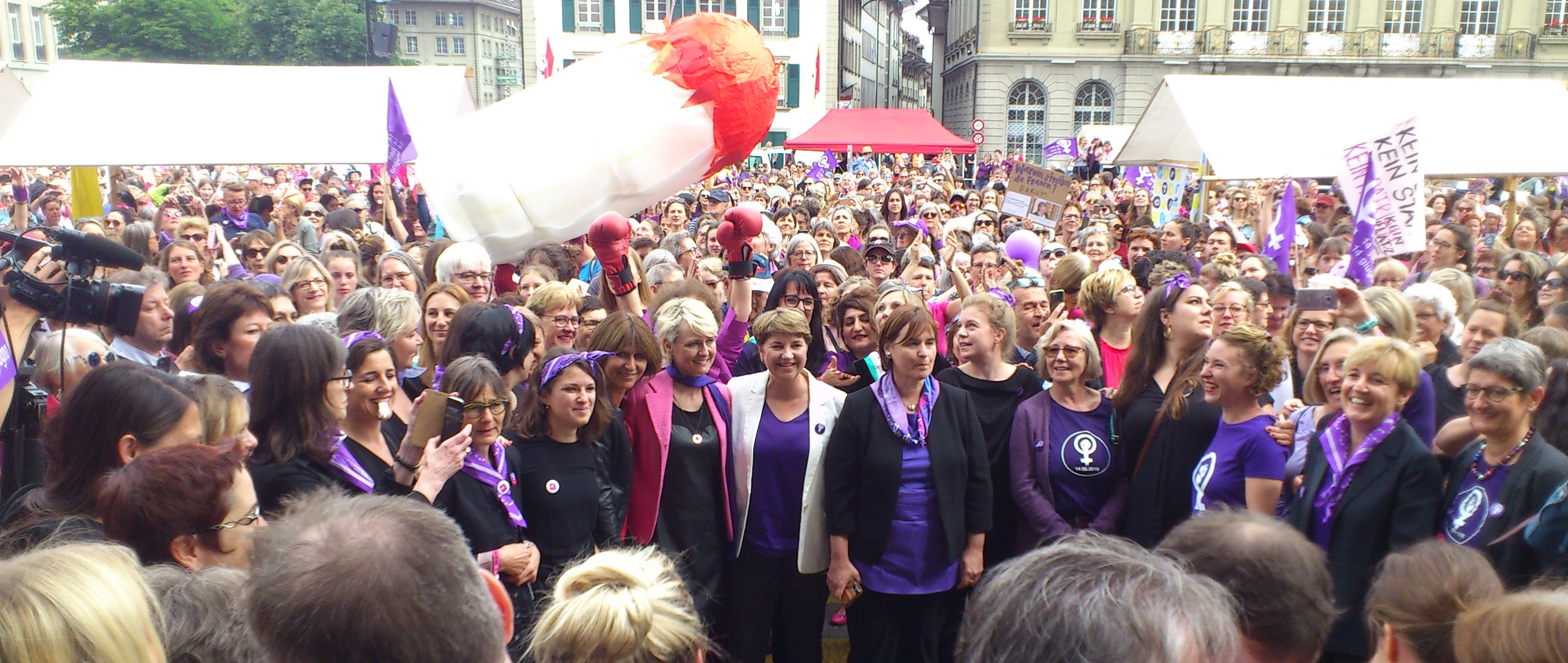
Frauenstreik auf dem Berner Bundesplatz, 14. Juni 2019

Die Ursprünge der organisierten Schweizer Frauenbewegung liegen in den lokalen Frauenvereinen, von denen sich viele im Laufe der politischen Kämpfe des 19. Jahrhunderts zusammenschlossen. Diese Vereine waren ursprünglich vor allem in den Bereichen der Fürsorge und der Erziehung engagiert. Erst in der zweiten Hälfte des 19. Jahrhunderts begannen sie – in der Folge der ersten Totalrevision der Bundesverfassung 1874, in der die Frauen und ihre Forderungen ignoriert wurden – ernsthaft zu politisieren und sich in kantonalen und nationalen Dachverbänden zusammenzuschliessen, um ihre Kräfte zu bündeln. Die ersten nationalen Frauenverbände wurden vor allem von Frauen aus der bürgerlichen Bildungselite getragen und waren – aufgrund der mangelnden Basis im Volk – dementsprechend kurzlebig. Diese Verbände machten sich primär für die Gleichstellung der Geschlechter im Zivilrecht und im Arbeitsrecht stark, waren aber insgesamt in ihren Strukturen, Forderungen und Weltanschauungen sehr heterogen.
Die neue, autonome Frauenbewegung hingegen entstand aus den Jugend- und Studentenunruhen von 1968 heraus als Reaktion auf die Stagnation der Ersten Frauenbewegung einerseits und auf die wiederum männerdominierte Neue Linke andererseits. Die neuen Feministinnen kämpften nicht mehr für die Gleichberechtigung der Frauen in Gesellschaft, Politik und Wirtschaft, sondern präsentierten auf der Basis feministischer Gesellschaftsanalysen von französischen und US-amerikanischen Theoretikerinnen eine radikale Kritik an der bestehenden Gesellschaft und schlugen neue Gesellschaftsmodelle vor.

## Weltanschauliche Grundlagen
Wie auch in der internationalen Frauenbewegung kristallisierten sich auch in der Schweiz zwei grundlegende Auffassungen das Verhältnis zwischen den Geschlechtern betreffend heraus: eine dualistische oder differenzialistische Sichtweise und eine generalistische bzw. egalitäre Auffassung (für Details zu diesen Konzepten, siehe unter Feminismus).
In der ersten Schweizer Frauenbewegung war die dualistische Auffassung dominant: Männer und Frauen haben eine grundsätzlich verschiedene «Natur». Zum weiblichen Aufgabenbereich gehört die Familienarbeit und die moralische Sorge für die Gemeinschaft. Der politisch-gesellschaftliche Einfluss der Frauenverbände jener Zeit beschränkte sich deshalb auch primär auf die Bereiche der «sozialen Mütterlichkeit», welche sie für sich zu monopolisieren wussten.
Der egalitäre Ansatz, der sich in der ersten Welle der Frauenbewegung nur in ihrem linken Flügel durchsetzen konnte, basierte auf den Ideen der Aufklärung. Danach waren alle Menschen gleich, woraus die Forderung nach der Gleichstellung der Geschlechter in sämtlichen Bereichen der Gesellschaft abgeleitet wurde. Bis in die 1960er Jahre hinein spielte dieser Ansatz in der Schweizer Frauenbewegung nur eine untergeordnete Rolle. Erst mit der radikalen Gesellschaftskritik der Neuen Frauenbewegung und den Forderungen der Feministinnen bekam der egalitäre Ansatz neuen Aufschwung.
Der Konflikt zwischen egalitärem und differenzialistischem Ansatz prägte insbesondere die Beziehungen zwischen der Alten und der Neuen Frauenbewegung in den 1960er und 1970er Jahren.

## Erste Frauenbewegung

### Übersicht
Mitte des 19. Jahrhunderts existierten in der Schweiz Hunderte von Frauenvereinen, die sich gemeinnützigen oder sozialen Zwecken widmeten. Sie wurden von Pfarrern, Sozialpolitikern oder Pädagogen geleitet und existierten oft nur, solange der jeweilige Gründer aktiv war. Kaum eine Frau wagte sich in die Politik vor. Mit der Bildung der modernen Eidgenossenschaft 1848 und den Diskussionen um die Totalrevision der Bundesverfassung 1874 änderte sich diese Situation und mehrere Frauen forderten öffentlich die Besserstellung der Frauen im Zivilrecht. In den 1870er Jahren entwickeln sich daraus erste Ansätze einer organisierten Frauenbewegung.
Die ersten regionsübergreifenden Frauenvereine bildeten sich im Kampf gegen die Prostitution (Westschweiz) und rund um gemeinnützige Aufgaben (Deutschschweiz). Diese Vereine wurden insbesondere von Frauen des Bürgertums getragen, da sie diesen eine Möglichkeit eröffneten, öffentlich tätig zu werden, ohne ihre traditionelle «weibliche» Rolle zu verlassen. Erst in den 1890er Jahren gab es in allen grösseren Schweizer Städten Frauenrechtsvereine, welche den Forderungen ihrer Mitglieder nach gleichen politischen und zivilrechtlichen Rechten Gewicht verleihen sollten. Getrennt von diesen bürgerlichen Organisationen entstanden Zusammenschlüsse unter den Arbeiterinnen, die über weite Strecken dieselben Ziele verfolgten.
Gegen Ende der 1890er Jahre standen in der Schweizerischen Politik wichtige Gesetzesänderungen in den Bereichen Zivilrecht, Strafrecht, Kranken- und Unfallversicherungsgesetz auf der politischen Agenda, auf die die Frauen ebenfalls Einfluss nehmen wollten. Eine effizientere Organisation der Interessenverbände drängte sich deshalb auf. Im Gegensatz zu anderen Interessengruppen und -verbänden fehlte den Frauen jedoch ein wichtiges Druckmittel: das Referendum, weshalb die Forderung nach dem Stimm- und Wahlrecht bald zur obersten Priorität wurde. Um dieser Forderung mehr Gewicht zu verleihen, versuchten verschiedene Frauenverbände, sich in einer Dachorganisation zu formieren. Mehrere Versuche diesbezüglich scheiterten jedoch an den unterschiedlichen politischen, konfessionellen und ideologischen Interessen der beteiligten Verbände und Personen.
In den 1890ern sah sich der Sozialstaat mehr und mehr mit den Folgen der Industrialisierung konfrontiert. Deshalb politisierten sich nicht nur die Frauen, sondern auch die Politik fing an, sich für deren Belange zu interessieren, um die schlimmsten Folgen der Industrialisierung auf die Bevölkerung abzufedern. Man wusste die Arbeit der gemeinnützigen Frauenvereine zu schätzen und war bereit, ihnen in gewissem Masse entgegenzukommen und insbesondere ihre Arbeit durch die aktive Partizipation an den Entscheidungen im Bereich Schulwesen, Armenpflege und Kirchenangelegenheiten zu erleichtern.
Gegen die Jahrhundertwende vermischten sich die Grenzen zwischen den verschiedenen Frauenvereinen mehr und mehr. Die Trennlinie verlief nicht mehr entlang konfessioneller Grenzen oder sozialer Klassen, sondern es entwickelten sich zwei Lager, von denen das Progressive die politische und rechtliche Gleichberechtigung forderte, das Konservative jedoch die traditionelle Geschlechterhierarchie nicht infrage stellen wollte.
Die Idee eines Dachverbandes von Frauenorganisationen scheiterte an den unterschiedlichen ideologischen, konfessionellen und politischen Ausrichtungen der Frauenvereine. Am Vorabend des Ersten Weltkriegs existierten fünf grosse Frauenverbände, deren Verhältnis von gegenseitiger Abgrenzung und Zusammenarbeit von Fall zu Fall geprägt war: Der Schweizerische gemeinnützige Frauenverein (SGF), der Verband deutschschweizerischer Frauenvereine zur Hebung der Sittlichkeit, der Bund Schweizerischer Frauenvereine (BSF), der Verband schweizerischer Arbeiterinnenvereine (SAV) und der Schweizerische Katholische Frauenbund (SKF). Daneben gab es gesamtschweizerische Organisationen mit spezifischer Zielsetzung, wie der einflussreiche Schweizerische Verband für Frauenstimmrecht (SVF) oder der Schweizerische Lehrerinnenverein.
Nach dem Ersten Weltkrieg wurde in mehreren europäischen Länder das Frauenwahlrecht eingeführt. Die Schweizerinnen, die gehofft hatten, dass ihr Einsatz im militärischen Rotkreuzdienst und bei der Linderung der Folgen des Krieges durch politische Anerkennung honoriert werden würde, wurden enttäuscht. Im Gegensatz zu anderen Ländern führte dies in der Schweiz jedoch nicht zu einer Radikalisierung der Frauenbewegung. Im allgemeinen internationalen Klima des Klassenkampfes (Russische Revolution 1917, Schweizer Generalstreik 1918) polarisierte und zersplitterte die schweizerische Frauenbewegung für die nächsten Jahrzehnte in zwei Lager. Während die bürgerlichen Frauenverbände sich loyal zum Staat bekannten, wandte sich die Arbeiterinnenbewegung vermehrt der Arbeiterbewegung, den Gewerkschaften und der sozialistischen Parteienlandschaft zu.
Da ihre Bemühungen um politische Gleichberechtigung vergebens waren, konzentrierten sich die grossen Schweizer Frauenorganisationen in den 1920er Jahren vermehrt auf «frauentypische» Themen, insbesondere die Berufsbildung im hauswirtschaftlichen Bereich. Zwischen 1919 und 1921 wurden in sechs Kantonen Abstimmungen zur Einführung des Stimm- und Wahlrechts für Frauen durchgeführt und überall mit grossen Mehrheiten abgelehnt. Mit der Polarisierung der allgemeinen politischen Lage wagten die Frauenverbände kein offensives Vorgehen mehr und ihr Engagement in der traditionellen Wohlfahrt (Erziehung, Schule, Kirche, Fürsorge) gewann erneut an Terrain. Die progressiveren Verbände wandten ihre Interessen eher der Frauenerwerbsarbeit und Berufsbildung zu. Gleichzeitig fand aber innerhalb der Frauenverbände eine Professionalisierung statt, wodurch sie in der Politik bei «ihren» Themen – ausser der Frauenfrage – an Einfluss gewannen und ernst genommen wurden.
Die Weltwirtschaftskrise und die Bedrohung durch den Faschismus in den Nachbarländern führte im politischen Klima der Schweiz zu einem verstärkten Konservatismus, der sich auch in der Frauenbewegung bemerkbar machte. Progressive Anliegen der Frauen (Gleichberechtigung, wirtschaftliche und soziale Besserstellung, Legalisierung des Schwangerschaftsabbruchs) verloren weiter an Boden. Die angespannte Situation führte dazu, dass sich die Verbände innerhalb der Frauenbewegung wieder annäherten, da sowohl sozialdemokratische als auch bürgerliche Frauen gemeinsam an der Bewältigung der Folgen der Krise und des Kriegs arbeiteten. Die begonnene – bisher erfolglose – Strategie des «beispielhaften Staatsbürgerinnentums» wurde nach dem Zweiten Weltkrieg mit ebenso wenig Erfolg weitergeführt. Mit karitativem Einsatz und weiblicher Berufstätigkeit in Dienstleistungsberufen konnte die Anerkennung der Bürgerrechte nicht erreicht werden. Dies war erst Ende der 1960er-Jahre durch die Radikalisierung und selbstbewusstere Forderung nach Bürgerrechten möglich.
In den Nachkriegsjahren und während der vom Kalten Krieg geprägten 1950er-Jahren waren Frauenanliegen erneut in den Hintergrund getreten. Mit dem Wirtschaftswunder wurden erstmals Einverdiener-Familien für die breite Bevölkerung möglich, und das vorherrschende Frauenbild war dasjenige der gut gepflegten, modernen, technisierten Hausfrau und Mutter, die die Karriere ihres Mannes fachkundig unterstützte und die Begabungen ihrer Kinder intensiv förderte. Dennoch gab es viele berufstätige Frauen, und die schweizerischen Frauenverbände unternahmen grosse Anstrengungen, um der weiblichen Berufstätigkeit sowie ihrer politischen Tätigkeit zu gesellschaftlicher Anerkennung zu verhelfen. Nachdem 1959 das Frauenstimmrecht auf eidgenössischer Ebene abgelehnt worden war, verlagerten sie ihre Anstrengungen auf die Kantone, wo sie in Genf, der Waadt und Neuenburg erfolgreich waren.
Gegen Ende der 1950er und Anfang der 1960er – mit den beginnenden Problemen der Konsumgesellschaft –, begannen die Frauen erneut, ihre Interessen als Arbeitnehmerinnen und als Konsumentinnen wahrzunehmen. Erst 1968 – als der Bundesrat die Europäische Menschenrechtskonvention nur unter Vorbehalten unterzeichnen wollte – flammte der Kampf um politische Partizipation erneut auf. Unterstützt durch junge, radikale Feministinnen aus der politischen Linken (siehe Neue Frauenbewegung) wurden die politischen Rechte nun als Menschenrechte – und nicht wie bisher als Frauenrechte – eingefordert. Die vereinten Kräfte der traditionellen Frauenverbände und der Organisationen der Neuen Frauenbewegung zwangen die politischen Entscheidungsträger der Schweiz schliesslich dazu, die Frage des Frauenstimmrechts erneut auf die Tagesordnung zu setzen. Nach jahrzehntelangem Warten wurde das Frauenstimmrecht in der Schweiz in der eidgenössischen Abstimmung von 1971 endlich angenommen, in sämtlichen Kantonen allerdings erst bis 1990 eingeführt. Einige Frauenverbände lösten sich in dieser Zeit auf, andere gingen mit neu formulierten Zielen in der Neuen Frauenbewegung auf.

### Chronologie der alten Frauenbewegung

#### 1870er Jahre
In den Diskussionen über die Totalrevision der Bundesverfassung gelangte die Association internationale des femmes in zwei Vorstössen (1868 und 1870) an den Nationalrat und forderte darin erfolglos die zivilrechtliche Gleichstellung der Frauen in der neuen Verfassung. Etwa zur selben Zeit löste die Gründung der Internationalen Arbeiterassoziation eine Welle von Gewerkschaftsgründungen von Frauen aus: Die Kettenmacherinnen, Schmuckpoliererinnen, Herrenschneiderinnen und Näherinnen organisierten sich in eigenen Gewerkschaften. Die Seidenweberinnen gründeten eine «Weibersektion» der Seidenwebergewerkschaft.
Im Jahr 1872 trat mit der Veröffentlichung von Die Frauenfrage in der Schweiz erstmals Julie von May von Rüed auf das politische Parkett. Noch im selben Jahr wurde die Association internationale des femmes aufgelöst und als Association internationale pour la défense des droits de la femme (besser bekannt als Solidarité) neu gegründet. 1873 fand in Olten der erste schweizerische Arbeiterkongress statt. Erstmals in der Schweizer Arbeiterbewegung forderten Gewerkschafterinnen die Gleichstellung der Frauen in den Gewerkschaften und den Einbezug von Fraueninteressen in den gewerkschaftlichen Kampf.
Im Jahr 1877 wurde der Schweizerische Frauenbund zur Hebung der Sittlichkeit als Schweizer Dachorganisation der Internationalen Föderation zur Abschaffung der Prostitution gegründet. In Neuenburg entstand der Internationale Verein Freundinnen junger Mädchen. Weitere bürgerliche Frauenvereine entstanden im Rahmen der Anti-Alkohol-Bewegung.

#### 1880er Jahre
Unter der Leitung von Elise Honegger wurde 1885 der erste Dachverband der schweizerischen Frauenorganisationen gegründet. Wegen innerer Differenzen spaltete sich der Schweizer Frauen-Verband 1888 und wurde 1892 wieder aufgelöst.
Mit der Petition von Marie Goegg-Pouchoulin für die Einführung des Frauenstimmrechts 1886 sowie der Organisation des Ersten Nationalen Frauenkongresses von 1896 in Genf trat die Schweizer Frauenbewegung erstmals als ernstzunehmende politische Kraft in Erscheinung. Im selben Jahr forderte Meta von Salis in ihren in der Züricher Post abgedruckten «Ketzerischen Neujahrsgedanken einer Frau» die volle Gleichberechtigung der Frauen und bezeichnete die vollen Bürgerrechte für die Frauen als «Prämisse des bürgerlichen Staates». Von Salis war die erste Frau, die es als Einzelperson wagte, öffentlich für das Frauenstimmrecht einzutreten.
Zwischen 1886 und 1887 gründete die in der Zweiten Internationalen engagierte Gertrude Guillaume-Schack mehrere Organisationen für Arbeiterinnen in Dienstleistungsberufen, die in den bestehenden Gewerkschaften keine adäquate Vertretung ihrer Interessen fanden. In St. Gallen entstand so der erste Arbeiterinnenverein, gefolgt von Vereinen in Winterthur, Zürich, Basel und Bern. Die Arbeiterinnenvereine schlossen sich 1890 zum Verband schweizerischer Arbeiterinnenvereine (SAV) zusammen.
Ebenfalls 1887 forderte Emilie Kempin-Spyri, die erste Schweizer Juristin, die Zulassung zum Anwaltsberuf und scheiterte vor dem Bundesgericht.
1888 wurde der Schweizerische Gemeinnützige Frauenverein SGF gegründet, der sich bis zur Jahrhundertwende zu einer der einflussreichsten schweizerischen Frauenorganisationen entwickeln sollte.

#### 1890er Jahre
1891 löste sich Emma Pieczynska-Reichenbach aus der abolitionistischen Bewegung heraus und gründete die Union des femmes de Genève, die sich vermehrt für die Rechte der Frauen engagierte.
Im Jahr 1892 entstanden mehrere Selbsthilfeorganisationen für Arbeiterinnen, darunter u. a. eine Kollektivversicherung für kranke Arbeiterinnen in Bern und eine «Sterbekasse mit Begräbnisgeld» in St. Gallen. Im selben Jahr wurde der Schweizerische Lehrerinnenverein gegründet. In Bern bildete sich u. a. auf Initiative von Julie Ryff hin das Frauenkomitee Bern, das bald zum Expertengremium für Frauenfragen des Bundesrats und Parlaments avancierte.
Erstmals wurden 1893 durch eine Eingabe des SAV an den Bundesrat Minimallöhne für Frauen und Männer sowie weitere Rechte gefordert. An der Delegiertenversammlung des SAV wurde erstmals die Forderung nach politischer Gleichstellung der Frauen festgehalten – eine Forderung, die erst 1904 Aufnahme in das Programm der Sozialdemokratischen Partei fand.
Im Auftrag des Bundesrates wurde 1893 eine Umfrage über die gemeinnützige Tätigkeit der Schweizerinnen durchgeführt. Die Umfrage ergab, dass zu diesem Zeitpunkt landesweit 5695 Frauenvereine existierten, die sich dem Kampf gegen Armut, Prostitution und Alkoholismus verschrieben hatten.
1896 fand im Rahmen der Landesausstellung in Genf der erste schweizerische Kongress für die Interessen der Frau statt. Erstmals trat hier die Frauenbewegung auf gesamtschweizerischer Ebene als politische Kraft in Erscheinung. Als Pendant zu den evangelischen Freundinnen junger Mädchen gründeten die Katholikinnen den Verein Pro Filia.
1898 forderten die Delegierten des SAV beim Gewerkschaftsbund bessere Unterstützung der Arbeiterinnen durch die organisierten Arbeiter. Als direkte Folge dieser Forderung wurde Marie Villinger als erste Frau in den nationalen Vorstand des Schweizerischen Gewerkschaftsbundes gewählt. Ein Jahr später gründeten katholische Arbeiterinnen auf Drängen der Kirche den Verband katholischer Arbeiterinnen als Gegenpart zum sozialistischen SAV.
Am 17. Mai 1900 verlangten sechs Frauenrechtsvereine in einer Kollektiveingabe unter dem Namen «Bund schweizerischer Frauenvereine» an das Eidgenössische Justiz- und Polizeidepartement die Gütertrennung im neuen Zivilgesetzbuch (ZGB). Der BSF unter der Leitung von Helene von Mülinen wurde am 26. Mai desselben Jahres offiziell gegründet. Parallel dazu entstand auf Initiative von Hedwig Bleuler-Waser der Schweizerische Bund abstinenter Frauen.

#### 1900er Jahre
Zwischen 1901 und 1905 radikalisierte sich die Arbeiterinnenbewegung unter Führung des SAV. Der SAV schaffte es, die Forderungen der Frauen nach politischer Gleichberechtigung in die Aktionsprogramme der Gewerkschaftsbewegung und der Sozialdemokratischen Partei zu bringen.
Der BSF seinerseits forderte 1904 durch eine Eingabe an die Schweizerische reformierte Kirchenkonferenz das Frauenstimmrecht in Kirchenangelegenheiten. Schliesslich entschied sich die Delegiertenversammlung des SAV, in der Frage des Frauenstimmrechts mit den bürgerlichen Frauen des BSF gemeinsame Sache zu machen. 1905 schuf der Schweizerische Gewerkschaftsbund die Stelle einer Arbeiterinnensekretärin. Mit Hilfe der SAV-Frau Margarethe Faas-Hardegger, die diese Stelle von 1905 bis 1909 innehatte, gewann die Arbeiterinnenbewegung an feministischem Profil und politischem Einfluss. Unter anderem brachte sie die Frage nach bezahltem Mutterschaftsurlaub und Hausarbeit in die gewerkschaftliche Diskussion ein.
Bei Erscheinen des neuen ZGB 1907 mussten die Frauenvereine ihren Misserfolg bei der Forderung nach einer Verbesserung der rechtlichen Situation der Frauen eingestehen. Mehr und mehr wurde ihnen bewusst, wie wichtig das Stimm- und Wahlrecht für Frauen war, um Einfluss nehmen zu können. Auch die bürgerlichen Frauen – allen voran der BSF – engagierten sich nun vermehrt für das Frauenstimmrecht in der Schweiz und zogen mit den Arbeiterinnen gleichauf. Bis 1908 gab es Frauenstimmrechtsvereine in Olten, Neuenburg, Zürich, Le Locle, Genf, Kanton Waadt, Bern und La Chaux-de-Fonds.
Ebenfalls 1907 erschienen erste Entwürfe für ein neues Arbeitszeitgesetz. Daraufhin organisierten sich die weiblichen Büroangestellten und Ehemalige der Töchterhandelsschulen in Zürich, Bern und Genf in eigenen Interessenverbänden.
1908 verabschiedeten die christlichsozialen Arbeiterinnenvereine ein neues Programm. Darin forderten sie das Frauenstimmrecht im Schulwesen, Fürsorge- und Armenwesen. Mehrere Sittlichkeitsvereine gründeten im selben Jahr mithilfe des Schweizerischen Gemeinnützigen Frauenvereins die Schweizerische Vereinigung für Kinder- und Frauenschutz, die 1913 in Pro Juventute umbenannt wurde.
Im Jahr 1909 schlossen sich die lokalen Stimmrechtsvereine zum Schweizerischen Verband für Frauenstimmrecht (SVF) zusammen. Von den traditionellen Frauenvereinen trat keiner der neuen Vereinigung an, die von den meisten als zu progressiv angesehen wurde. Nach einem Streit mit dem Vorstand des SGB wurde Margarethe Faas-Hardegger als Arbeiterinnensekretärin des Gewerkschaftsbundes entlassen und ihre Stelle mit Marie Walter-Hüni neu besetzt.
1910 fand in Kopenhagen die Zweite Internationale Sozialistische Frauenkonferenz statt. Die internationale Arbeiterinnenbewegung verpflichtete die sozialdemokratischen Parteien europaweit, sich für das Frauenwahlrecht einzusetzen. Zudem grenzten sich die Sozialistinnen explizit von den bürgerlichen Frauen ab, indem sie ihren Mitgliedern verboten, in bürgerlichen Frauenvereinen und -gruppen mitzumachen. Zudem wurde der 19. März als Kampftag für die Frauenrechte eingeführt. Der Internationale Sozialistische Frauentag wurde in der Schweiz erstmals 1911 begangen.

#### 1910er Jahre
1912 war ein entscheidendes Jahr für die Schweizer Frauenbewegung. Nachdem die Arbeiterinnenbewegung beschlossen hatte, sich von der bürgerlichen Frauenbewegung zu trennen, gingen auch die Katholikinnen mit der Gründung des Schweizerischen Katholischen Frauenbundes (SKF) endgültig ihre eigenen Wege. Gleichzeitig rückte die bürgerliche Frauenbewegung näher zusammen: Der BSF rückte von seinen egalitären Forderungen ab, bis hin zur offiziellen Vertretung eines dualistischen Weltbildes. Dadurch ergaben sich wieder Anknüpfungspunkte mit dem Gemeinnützigen Frauenverein und dem Sittlichkeitsverband.
1914 brach der Erste Weltkrieg aus. Die Schweiz mobilisierte die wehrfähigen Männer und die grossen Frauenverbände unter Leitung des SGF riefen in einer «Mobilmachungsorder» alle Schweizerinnen dazu auf, ihre patriotische Pflicht zu tun und sich in den Dienst der Heimat zu stellen. Die lokalen bürgerlichen Frauenvereine bildeten in allen Städten so genannte «Frauenkartelle», welche die Wohlfahrtsarbeit koordinierten und Beratungsstellen für die Bevölkerung aufbauten. Unter Anleitung von Else Züblin-Spiller gründeten mehrere Abstinentinnen- und Sittlichkeitsvereine gemeinsam den Schweizerischen Verband Soldatenwohl, der für die mobilisierten Soldaten alkoholfreie Räume anbot, wo sie ihre Freizeit verbringen konnten.
Der von bürgerlichen Frauen getragene Frauenweltbund zur Förderung internationaler Eintracht wurde 1915 in Genf gegründet. Die sozialistischen Arbeiterinnenvereine in der Schweiz kritisierten den Krieg als «Ausdruck von Klassenkampf und Imperialismus» und forderten vom Staat finanzielle Unterstützung für die Familien der eingezogenen Soldaten. Der Berner Stimmrechtsverein brachte die Idee einer «nationalen Frauenspende» auf den Tisch, die jedoch von den meisten Frauenorganisationen aus verschiedenen Gründen abgelehnt wurde: Die Progressiven weigerten sich, neue Pflichten anzuerkennen, bevor ihre Forderungen nach gleichen Rechten erfüllt waren. Die Sozialdemokratinnen sahen die Pflicht zur Unterstützung der Soldaten beim Staat und der SKF wollte lieber nur katholische Soldaten und ihre Familien unterstützen. Auf der anderen Seite sammelte der Gemeinnützige Frauenverein gegen eine Million Franken, die den Soldatenstuben und den Soldatenfamilien zugutekamen. Im selben Jahr gründete Emma Graf das Jahrbuch der Schweizerfrauen.
1916 wurde am sozialistischen Frauentag an 40 Manifestationen in der gesamten Schweiz Stimmrecht für Frauen und gleicher Lohn für gleiche Arbeit gefordert. Im Laufe des Jahres bildete sich das Schweizer Komitee für das Internationale Frauenkomitee für Dauernden Frieden. Die später in Internationale Frauenliga für Frieden und Freiheit umbenannte Organisation bildete auf internationaler Ebene eine Schnittstelle zwischen emanzipatorischen und pazifistischen Bestrebungen bürgerlicher Frauen, trotzdem stand sie der Arbeiterinnenbewegung bzw. der sozialistischen Frauenbewegung sehr nahe. Clara Ragaz übernahm die Präsidentschaft für die Schweizer Sektion. Am 1. Oktober 1916 übertrug die Regierung die Fürsorge für die Wehrmänner und ihre Familien dem Schweizerischen Verband Soldatenwohl.
Zwischen 1916 und 1917 gab es in mehreren Kantonen (BE, BS, NE, GE, ZH, VD) Vorstösse von sozialdemokratischen Politikern für die Einführung des Frauenstimmrechts, die sowohl vom SGF als auch den Sittenvereinen unterstützt wurden. Letztere erhofften sich durch die Einführung des Frauenstimmrechts eine Kehrtwende in der Politik bezüglich der Prostitution. In mehreren Schweizer Städten demonstrierten Frauen gegen die hohen Lebensmittelpreise, gegen die Teuerung und gegen Hunger. Insbesondere die von Rosa Bloch-Bollag organisierte Demonstration vom 10. Juni 1918 in Zürich löste eine schweizweite Solidaritätswelle mit der Arbeiterbewegung und der Frauenbewegung aus.
1917 wurde der Verband schweizerischer Arbeiterinnenvereine aufgelöst und in die SPS überführt. Die innerhalb der SP geformten Frauengruppen wurden ab 1919 von der Zentralen Frauenagitationskommission ZFAK unter Leitung von Rosa Bloch-Bollag koordiniert.
In dem dem Bundesrat 1918 vorgelegten Minimalprogramm des Oltener Aktionskomitees (Schweizer Landesstreik) wurde unter anderem das Frauenstimmrecht gefordert. Der SVF unterstützte diese Forderung offiziell. Ende 1918 unterstützten nicht nur der SVF, sondern auch der BSF und der SGF die Motionen der Nationalräte Greulich und Göttisheim.

#### 1920er Jahre
Nach dem Scheitern der Abstimmungen zur Einführung des Frauenstimmrechts in sechs Kantonen trat in der Schweizer Frauenbewegung Ernüchterung ein und man wandte sich anderen Themen – insbesondere der Berufsarbeit – zu. Die Forderung nach wirtschaftlicher Gleichstellung dominierte die 1920er-Jahre. Frauenvereine gründeten Berufsberatungsstellen, Ausbildungsangebote in der Krankenpflege, Sozialarbeit und Hauswirtschaft. Daneben entstanden neue Berufsorganisationen für Frauen. Die Frauenbewegung innerhalb der politischen Linken begann, sich für die Straflosigkeit der Abtreibung sowie eine Mutterschaftsversicherung einzusetzen.
1921 fand in Bern der zweite nationale Kongress für Fraueninteressen statt. Im Mittelpunkt standen Forderungen nach dem Recht auf Erwerbsarbeit, gleicher Lohn für gleiche Arbeit und bessere Berufsbildung für Frauen.
1922 wurde der Konsumgenossenschaftliche Frauenbund der Schweiz gegründet. 1923 gründete der Bund Schweizerischer Frauenvereine die Schweizerische Zentralstelle für Frauenberufe. Ebenfalls auf Initiative des BFS entstand der Verband für Berufsberatung und Lehrlingsfürsorge. Rosa Neuenschwander gründete im selben Jahr den Schweizerischen Frauengewerbeverband.
1925 schlossen sich die Zürcher Frauenverbände im Vorort Frauenzentralen Zürich zusammen.
Am 6. Oktober 1927 formulierte die Zentralkonferenz der SP-Frauengruppen ihre politischen und rechtlichen Forderungen an die SP-Delegiertenversammlung: Selbstbestimmung der Frauen beim Schwangerschaftsabbruch, Einführung einer Mutterschaftsversicherung, Eheberatungsstellen, politische Gleichberechtigung der Frauen. Während die Frauen in der SPS an Gewicht gewannen, verloren sie in der KPS an Einfluss und die dortige Frauenagitationskommission wurde durch eine «Frauenabteilung» des Zentralkomitees ersetzt.
1928 fand die Schweizerische Ausstellung für Frauenarbeit (SAFFA) in Bern statt. Im selben Jahr veröffentlichte der katholische Frauenbund eine Resolution, in der das Stimm- und Wahlrecht für Frauen resolut abgelehnt wurde.
Der Schweizerische Verband für Frauenstimmrecht (SVF) lancierte 1929 gemeinsam mit den Sozialdemokratinnen eine Petition für das Frauenstimmrecht. Die Rekordzahl von 249'237 Unterschriften überstieg die geforderte Anzahl Unterschriften einer Volksinitiative und führte dazu, dass das Parlement den Bundesrat aufforderte, die Motionen Greulich und Göttisheim aus dem Jahr 1919 mit erhöhter Priorität zu behandeln. Der Bundesrat kam dieser Bitte 1957 nach.
In den 1920er Jahren kritisierte die Zürcher Ärztin und Sexualreformerin Paulette Brupbacher die desolaten Verhältnisse in den Arbeiterquartieren. Da ihre Patientinnen auch unter der fehlende Verhütung litten, kämpfte sie öffentlich für Verhütungsmittel und Frauenrechte. Damit brach sie ein Tabu und wurde zeitweise in den Kantonen Solothurn und Glarus mit einem Redeverbot belegt.

#### 1930er Jahre
Die 1930er Jahre standen im Zeichen der Weltwirtschaftskrise und des aufsteigenden Faschismus in Europa. Die Forderung nach weiblicher Berufstätigkeit wurde in Anbetracht der hohen Arbeitslosigkeit in der Depression mit Misstrauen begegnet. Die schweizerischen Frauenverbände wandten sich unter diesen Umständen von den politischen und wirtschaftlichen Forderungen ab und zur Gemeinnützigen Arbeit hin. Auch die Sozialdemokratinnen konzentrierten sich vermehrt auf karitative Arbeit und -aufgrund der gespannten internationalen Lage – die internationale Solidarität. Parallel zu den bestehenden Verbänden entstanden neue Interessenverbände von Frauen.
Auf Initiative von Rosa Neuenschwander wurde 1932 der Schweizerische Landfrauenverband gegründet, 1933 folgte die Gründung des Verbands Schweizerischer Hausfrauenvereine. Im Oktober 1934 gründeten die grossen Organisationen (BSF, SGF, SVF, Frauenzentralen, Lehrerinnenverband und Akademikerinnenverband) die Arbeitsgemeinschaft Frau und Demokratie, um dem aufkeimenden Faschismus zu begegnen und ein öffentliches Bekenntnis für die Demokratie, aber auch die Gleichberechtigung, abzulegen.
Nachdem 1937 der Weltbund für Frauenstimmrecht und staatsbürgerliche Frauenarbeit in Zürich tagte, erhielt die Schweizer Frauenstimmrechtsbewegung erneut Aufschwung – prioritär blieb jedoch der Kampf gegen die totalitaristischen Tendenzen und für die Demokratie. 1938 organisierten deshalb alle grossen Frauenorganisationen eine Kundgebung gegen den Krieg und für Demokratie und Unabhängigkeit der Schweiz.
1939 gründete der Landesring der Unabhängigen seine Frauenkommission, die in der Zukunft eng mit dem BSF zusammenarbeitete. An der Landi in Zürich hatten die Frauenorganisationen einen «Pavillon der Schweizerfrauen», wo sie den Nutzen der Frauen für die Volkswirtschaft und die geistige Landesverteidigung darstellten und auf die politischen Ungleichheiten der Frauen aufmerksam machten. Als konkreten Beitrag zur geistigen Landesverteidigung arrangierten sie ausserdem den «Vortragsdienst der Schweizerfrauen», der in vielen Schweizer Städten Vorträge über die Demokratie und die Unabhängigkeit der Schweiz hielt. Beteiligt waren insbesondere der SKF, BSF und SVF. Unmittelbar vor Kriegsausbruch wagte der SVF einen erneuten Vorstoss beim Nationalrat mit dem Argument, die politische Mitarbeit der Frauen sei insbesondere in Kriegszeiten unerlässlich für ein demokratisches Land.

#### Zweiter Weltkrieg
Nach dem Ausbruch des Zweiten Weltkriegs wurden Vertreterinnen aller nationalen Frauenverbände von der Bundesregierung gebeten, ein konsultatives Frauenkomitee zu bilden. Dieses wurde dem Kriegsernährungsamt zugewiesen. Die Frauenorganisationen animierten ihre Mitglieder, sich in einer der vielen Institutionen zu engagieren, die zur Milderung der Kriegsfolgen geschaffen wurden: militärischer Frauenhilfsdienst (FHD), ziviler Frauendienst, Landdienst, Organisation «Heer und Haus». Die Frauen der Arbeiterinnenbewegung schlossen sich mit den lokalen Frauenzentralen zusammen.
Gegen Ende des Kriegs änderte sich die politische Stimmung zugunsten der Frauen. Insbesondere die politische Linke machte sich ernsthaft daran, die Forderungen «ihrer» Frauen umzusetzen. In der ganzen Schweiz stiegen die Mitgliederzahlen bei den Frauenstimmrechtsvereinen und sogar die organisierten Katholikinnen änderten ihre Meinung betreffend der politischen Gleichstellung der Frauen. In diesem positiven Klima bereiteten mehrere Kantone Abstimmungen zur Einführung des Frauenstimmrechts auf kantonaler Ebene vor.

#### 1940er Jahre
Am 1. April 1944 wurde in Zürich das Schweizerische Frauensekretariat eröffnet. Im selben Jahr reicht Nationalrat Oprecht ein Postulat zur Einführung des Frauenstimmrechts ein, da wichtige frauenpolitische Themen auf der Tagesordnung stehen und seiner Meinung nach die Frauen dazu mitbestimmen sollten. Das Postulat Oprecht wurde 1945 vom BSF mit einer Eingabe im Namen von 38 Frauenorganisationen unterstützt. Die gemeinnützigen Frauen distanzierten sich explizit von dieser Eingabe, der SKF erteilte seinen Mitgliedern erstmals Stimmfreigabe, womit er erstmals von der konservativ-katholischen Linie der Kirche abwich. Im selben Jahr, 1945, wurde das Schweizerische Aktionskomitee für Frauenstimmrecht gegründet.
Vom 20. bis 24. September 1946 fand der dritte Schweizerische Frauenkongress statt. Thema war «Die Frau in verantwortlicher Arbeit im Schweizervolk».
1947 wurden der Evangelische Frauenbund der Schweiz (EFS) und der Staatsbürgerliche Verband katholischer Schweizerinnen (STAKA) gegründet.
Bei den Feiern zum 100-Jährigen Bestehen der Schweizer Bundesverfassung im Jahr 1948 fühlten sich die Frauen übergangen und organisierten deshalb verschiedene Kundgebungen. In einer Resolution verlangte der SVF erneut die politische Gleichstellung der Schweizer Frauen. Als einziger Verband unternahm der SGF keine Aktionen.
1949 wurde der BSF mit dem Ziel reorganisiert, Dachverband für alle schweizerischen Frauenvereine zu werden. Im selben Jahr gründeten die Frauen der FDP eine eigene, von der FDP unabhängige Vereinigung, die Schweizerische Vereinigung der Freisinnig-Demokratischen Frauen.

#### 1950er Jahre
Gleich zu Beginn der konservativen 1950er Jahre erregten zwei Eingaben an die Regierung die Gemüter: einerseits der Vorschlag des SVF, das Frauenstimmrecht über eine Neuinterpretation der Verfassung (statt über eine Verfassungsänderung) durch die Hintertür einzuführen, andererseits die Forderung des BSF und der weiblichen Berufsverbände, die Konvention Nr. 100 («gleicher Lohn für gleichwertige Arbeit») der Internationalen Arbeitsorganisation zu ratifizieren.
1956 wollte der Bundesrat das Zivilschutzobligatorium für Männer und Frauen einführen. BSF, SVF und SKF opponierten dagegen und wollten die Aktivbürgerrechte für Frauen an ein solches Obligatorium gekoppelt sehen. SGF und die Arbeitsgemeinschaft Frau und Demokratie hingegen unterstützten die Vorlage in der Hoffnung auf die Aktivbürgerrechte als «Belohnung».
Die Schweizerische Arbeitsgemeinschaft der Frauenverbände für die politischen Rechte der Frau (ARGE) wurde 1957 von allen nationalen Frauenorganisationen ausser dem Landfrauenverband und dem SGF gegründet. Die Migros-Genossenschafterinnen gründeten im selben Jahr ihren eigenen Verband, den Schweizerischen Bund der Migros-Genossenschafterinnen. Mithilfe des neuen Verbandes wollten sie die Interessen der Konsumentinnen und ihrer Familien wahrnehmen, aber auch für die Gleichberechtigung der Frauen eintreten.
1958 änderte der SKF seine Meinung zum Frauenstimmrecht und gab die Ja-Parole für die kommende Abstimmung heraus. Vom 17. Juli bis 15. September fand die zweite SAFFA unter dem Motto «Lebenskreis der Frau in Familie, Beruf und Staat» statt, wobei hier vom BSF in Aussicht auf die eidg. Abstimmungen von 1959 eine inoffensive Stimmung verbreitet wurde. Das Erscheinen von Iris von Rotens Buch Frauen im Laufgitter liess die Stimmung jedoch – trotz öffentlicher Distanzierung durch die Frauenorganisationen – zuungunsten der Frauen kippen.
Am 1. Februar 1959 wurde erstmals auf nationaler Ebene über die Einführung des Frauenstimmrechts abgestimmt und die Vorlage vom (männlichen) Stimmvolk mit grosser Mehrheit verworfen. Die Proteste der Frauen blieben mehrheitlich verhalten, ein Streik von 50 Lehrerinnen aus Basel wurde von den grossen Frauenorganisationen öffentlich missbilligt. Noch immer versuchten die grossen Frauenorganisationen ein Bild der Frauen als gehorsame Staatsbürgerinnen zu verbreiten, die sich an die Gesetze hielten und ansonsten inoffensiv das traditionelle Frauenbild vertraten. Von nun an verlagerten sie ihre Aktivitäten erneut auf die kantonale Ebene. Auf nationaler Ebene konzentrierten sie sich auf die ausserparlamentarische Partizipation.
Der Schweizerische Gewerkschaftsbund (SGB) führte 1959 eine Frauenkommission als neues Organ ein. Die Frauenkommission war durch den SGB finanziert und erhielt einen Sitz im Vorstand. Ziel der Frauenkommission war es, die erwerbstätigen Frauen zu vertreten und ihre Stellung zu verbessern. 1965 folgte der christlichnationale Gewerkschaftsbund (CNG) dem SGB und richtete seinerseits ebenfalls eine Frauenkommission ein.
In Chexbres wurde 1959 die Fédération romande des consommatrices (FRC) als Interessenvertretung der Konsumenten gegründet. 1961 schlossen sich die Konsumentenforen aus den verschiedenen Landesteilen zum Konsumentinnenforum der Schweiz zusammen.

#### 1960er Jahre
Die 1960er Jahre waren geprägt von den Studentenunruhen, den Hippies, der aufkeimenden Rockkultur und einer neuen Linken. Im Rahmen der sozialen Umwälzungen dieses Jahrzehnts und insbesondere nach der vernichtenden Niederlage der Abstimmung zum Frauenstimmrecht verloren die traditionellen Frauenverbände in der breiten Bevölkerung mehr und mehr an Boden. Aus den intellektuellen Kreisen der neuen Linken kamen junge Frauen, die mit provozierenden, teilweise auch für Schweizer Verhältnisse spektakulären Aktionen einen radikalen Feminismus vertraten. Diese Frauen brachten neuen Schwung in die stagnierende Frauenbewegung der ersten Welle, was schliesslich dazu führte, dass am 7. Februar 1971 das Frauenstimmrecht von der Bevölkerung angenommen wurde.
Nun wähnten sich die Vereine und Organisationen der alten Frauenbewegung am Ziel. Viele Aktivistinnen konnten die Forderungen der jüngeren Generation nach Gleichstellung und tiefergreifenden gesellschaftlichen Veränderungen nicht nachvollziehen. Die Frauenbewegung wurde einem tiefgehenden Wandel unterzogen, wobei einige Organisationen sich auflösten, andere jedoch sich die gesellschaftskritischen feministischen Forderungen aneigneten und ihre Schwerpunkte und Forderungen neu formulierten.

### Organisationen der ersten Frauenbewegung
Zu Beginn des 20. Jahrhunderts hatten sich fünf grosse nationale Verbände etabliert, welche die Frauenbewegung prägten:
- Schweizerischer Gemeinnütziger Frauenverein (SGF)
- Verband deutschschweizerischer Frauenvereine zur Hebung der Sittlichkeit
- Bund Schweizerischer Frauenvereine (BSF) (unter der Leitung von Helene von Mülinen)
- Verband schweizerischer Arbeiterinnenvereine (SAV)
- Schweizerischer Katholischer Frauenbund (SKF)

Neben diesen allgemeinen Frauenverbänden gab es einige nationale Frauenorganisationen mit einer spezifischen Zielsetzung (z. B. der Schweizerische Verband für das Frauenstimmrecht (SVF) und Gewerkschaftsverbände), die sich allgemein politisch engagierten (z. B. Schweizerischer Lehrerinnenverein).

## Neue Frauenbewegung

### Wurzeln
Die neue Frauenbewegung in der Schweiz war Teil einer internationalen Entwicklung, die sich im Laufe der 1960er Jahre abspielte. Weltanschaulich wurzelte sie nur zum Teil in der alten Frauenrechtsbewegung, sondern vielmehr in der neuen Linken, der Alternativbewegung und teilweise der Autonomiebewegung. Als Auslöser für eine neue Frauenbewegung in der Schweiz gilt insbesondere die Studentenbewegung von 1968. Aus dieser heraus entstand Ende 1968 in Zürich die erste organisierte autonome Frauengruppe, die sich bald Frauenbefreiungsbewegung (FBB) nannte. Auch in anderen Städten und Landesteilen entstanden bald autonome Frauengruppen, die sich der FBB zurechneten. Die Frauen der FBB kritisierten die Diskrepanz zwischen der von der neuen Linken geforderten Herrschaftsfreiheit und der innerhalb der Bewegung existierenden Geschlechterordnung. Sie wandten sich nicht nur gegen die bürgerliche Gesellschaft und Familie, sondern auch gegen die in der Studentenbewegung vorherrschenden «patriarchalen Strukturen».
Parallel dazu entstanden aus anderen Bereichen der Linken heraus andere Gruppierungen, die vorerst nichts mit den Autonomen zu tun haben wollten. Dazu zählte u. a. die Progressiven Frauen Schweiz, die Vorgängerorganisation der Organisation für die Sache der Frau (OFRA). Im Gegensatz zu den Frauen der FBB versuchten die Progressiven, Feminismus mit Sozialismus zu verbinden und bedienten sich dabei der existierenden politischen Instrumente.

### Feministische Gesellschaftsanalyse
Die neue Frauenbewegung in der Schweiz stand unter dem Motto Das Private ist politisch. D.h. individuelle Alltagserfahrungen der Frauen wurden mit den gesellschaftlichen Bedingungen erklärt. So wurde beispielsweise die geschlechtsspezifische Arbeitsteilung als für die Frauen diskriminierend kritisiert und es wurde aufgezeigt, dass das Wirtschafts- und Gesellschaftssystem ohne die Billig- oder Gratisarbeit der Frauen nicht funktionieren könnte und zusammenbrechen würde. Weitere Kritik bezog sich auf die schlechtere Ausbildung von Frauen und auf die Lohndiskriminierung. Hinzu kam das Aufdecken und öffentliche Hinterfragen von Tabuthemen wie dem Schwangerschaftsabbruch, Vergewaltigung in der Ehe und Gewalt gegen Frauen. In all diesen Bereichen wurde die volle Selbstbestimmung der Frauen eingefordert.

### Konkrete Aktion
Die neue Frauenbewegung kritisierte nicht nur die Gesellschaft, sondern versuchte den von ihr als Missstände empfundenen Punkte mit eigenen Lösungsansätzen zu begegnen. So entstanden unzählige Selbsthilfe- und Arbeitsgruppen zu den verschiedensten Themenbereichen und mit der Zeit eine regelrechte «Fraueninfrastruktur» in allen Schweizer Städten. Dazu gehörten u. a. Frauenzentren, Frauenberatungsstellen, Frauengesundheitszentren, Frauenbuchhandlungen und Frauenbibliotheken.
Auf der politischen Ebene suchten die Gruppierungen der neuen Frauenbewegung nach neuen Ausdrucksformen der Partizipation. Mithilfe ihrer provokativen und dadurch für die Medien attraktiven Protestaktionen brachten sie ihre Forderungen auf die Strasse und schafften es dadurch, immer wieder breite öffentliche Diskussionen zu «ihren» Themen auszulösen.

### Beziehungen zwischen Alter und Neuer Frauenbewegung
Noch bis in die erste Hälfte der 1980er Jahre grenzten sich die traditionellen bürgerlichen und die feministischen Frauenorganisationen streng voneinander ab. Die Feministinnen strebten ein neues Geschlechterverhältnis an, während die bürgerlichen Frauenrechtlerinnen an ihrem traditionellen Frauen- und Männerbild – und somit dem Verhältnis zwischen beiden – festhielten. Erst im Laufe der 1980er Jahre fanden feministische Forderungen mehr und mehr Eingang in die Programme der traditionellen Frauenorganisationen, die sich ihrerseits neu orientierten. Aber erst im Laufe der 1990er Jahre entwickelte sich eine gegenseitige Toleranz und die Bereitschaft, in inhaltlichen Fragen sporadisch zusammenzuarbeiten.
Ab der zweiten Hälfte der 1980er Jahre finden feministische Anliegen mehr und mehr Eingang in die politischen Programme der Parteien und der Behörden, weshalb Organisationen sowohl der alten als auch der neuen Frauenbewegung an Bedeutung verloren. Die Kantone, der Bund, die nationalen Gewerkschaften aber auch Unternehmen der Privatwirtschaft fingen an, für die Gleichstellung der Geschlechter verantwortliche Abteilungen einzurichten oder stellten Frauenbeauftragte ein. Auf der politischen Ebene fingen die Parteien an, Frauenquoten und Frauenlisten einzuführen. Durch diese Veränderungen wurde der Sinn einer organisierten Frauenbewegung auch in den eigenen Reihen kritisch hinterfragt und teilweise infragegestellt.

### Chronologie der neuen Frauenbewegung
Die neue Frauenbewegung trat erstmals in den Jahren 1968 und 1969 auf den Plan, wobei sie Kundgebungen der traditionellen Frauenstimmrechtsverbände störte, um – so ihre Motivation – diese endlich zum Handeln zu bewegen.

#### 1970er Jahre
Die 1970er Jahre standen im Zeichen der Fristenregelung (straffreier Schwangerschaftsabbruch), aber auch der Gewalt gegen Frauen. Themen wie Misshandlung in der Partnerschaft, sexuelle Gewalt, Vergewaltigung, Pornografie, Rassismus und Sexismus, sexuelle Belästigung am Arbeitsplatz, sexuelle Ausbeutung von Kindern usw. wurden ins Blickfeld der öffentlichen Diskussionen gerückt. Hinzu kamen konkrete Projekte, um den Betroffenen Hilfe und Beratung anzubieten (Frauenhaus). Innerhalb der Frauenbewegung entstand gegen Ende der 1970er eine neue Strömung, die sich auf die Suche nach «weiblicher Spiritualität» und «weiblicher Geschichte» machte und ihr «Frautum» feierte. Daneben entstand eine ganze frauenspezifische Subkultur mit Dienstleistungsbetrieben in verschiedensten Bereichen.
1971 wurde die Eidgenössische Volksinitiative «für Straflosigkeit der Schwangerschaftsunterbrechung» eingereicht, wobei ein grosser Teil der nötigen Unterschriften von FBB-Frauen gesammelt worden waren.
Als erstes autonomes Frauenprojekt entstand 1972 in Zürich die INFRA als Informations- und Beratungsstelle. Ähnliche Projekte entstanden in den Folgejahren in allen grösseren Schweizer Städten. Am 21. Oktober 1974 folgte die feierliche Eröffnung des ersten Schweizer autonomen Frauenzentrums, das von der FBB gemeinsam mit der Homosexuellen Frauengruppe durch Petitionen, Eingaben und spontane Aktionen erkämpft worden war. Überall begannen nun die Frauengruppen, mit Häuserbesetzungen und anderen aufsehenerregenden Aktionen, Frauenzentren und -treffpunkte einzurichten.
1975 war das erste Internationale Jahr der Frau und ein entscheidendes Jahr in der europäischen, aber auch der Schweizerischen Frauenbewegung. Vom 17. bis zum 19. Januar fand der Vierte Nationale Frauenkongress in Bern statt. Wegen Differenzen bezüglich der Fristenlösungsinitiative organisierte die FBB im Vorfeld eine Gegenveranstaltung, wo der Schwangerschaftsabbruch thematisiert wurde. Trotz vieler Bedenken und heftiger Proteste beschloss der Kongress, die Initiative zu unterstützen. Des Weiteren wurde die Lancierung der Gleichberechtigungsinitiative beschlossen.
Vom 15. bis 22. Februar fand an der Universität Zürich eine gross angelegte Frauenwoche statt, mit Diskussionsveranstaltungen, Podiumsgesprächen, Filmen und einer Theateraufführung. Zu hitzigen Kontroversen führte das abschliessende Referat von Alice Schwarzer in der Mensa. Initianten des Grossanlasses waren ursprünglich die beiden Frauen im damaligen Kleinen Studentenrat zusammen mit dessen Sekretärin.
Am 8. März 1975 protestierten Frauen an einer nationalen Kundgebung vor dem Bundeshaus gegen die Entscheidung des Nationalrates, in Sachen Strafbarkeit des Schwangerschaftsabbruchs nichts zu ändern. Nur wenige Tage später, am 15. März, demonstrieren in Zürich Tausende. Im Oktober 1975 unterbrachen Aktivistinnen der FBB die Herbstsession des Nationalrates, rollten Transparente aus warfen nasse Windeln auf die Ratsmitglieder.
Wichtige Verbandsgründungen im Jahr 1975 war die Gründung der Arbeitsgemeinschaft Unverheirateter Frauen (AUF) in Olten und die Gründung der Gruppe Frau und Arbeit, die in Biel ein Berufsberatungszentrum für Frauen aufbaute, um die von der Uhrenkrise betroffenen Frauen zu beraten, umzuschulen, weiterzubilden. In anderen Schweizer Städten folgten ähnliche Frauenzentren.
Die Publikation von Alice Schwarzers «Kleinem Unterschied» übte nicht nur in Deutschland, sondern auch in der Schweiz grossen Einfluss auf die Frauenbewegung aus. Nicht nur die Abtreibungsfrage wurde jetzt sehr kontrovers diskutiert, sondern auch die Frage der «Zwangsheterosexualität als Instrument des Patriarchats zur Unterdrückung der Frauen».
Am 22. Januar 1976 wurde die so genannte Fristenlösungsinitiative eingereicht, welche die Straffreiheit des Schwangerschaftsabbruchs während der ersten 12 Wochen der Schwangerschaft vorsah. Am 15. Dezember folgte die so genannte Gleichberechtigungsinitiative («Gleiche Rechte für Mann und Frau»). Ebenfalls 1976 setzte der Bundesrat die von den Frauenorganisationen geforderte Eidgenössische Kommission für Frauenfragen ein.
Am 13. März 1977 wurde in Zürich die Organisation für die Sache der Frau (OFRA) gegründet. Langsam aber sicher rückte das Thema häusliche Gewalt in den Mittelpunkt des feministischen Interesses in der Schweiz: In Zürich wurde der erste Verein zum Schutz misshandelter Frauen gegründet, weitere folgten in Genf und Bern und es werden erste Notunterkunft für geschlagene Frauen eingerichtet.
Trotz von der Schweizerischen Vereinigung für Straflosigkeit des Schwangerschaftsabbruchs – in Zusammenarbeit mit OFRA, FBB sowie linken und liberalen Frauen und Parteien – intensiv geführtem Abstimmungskampf wurde am 25. September 1977 die Fristenlösungsinitiative vom Schweizer Stimmvolk abgelehnt. Von nun an wandte sich die Frauenbewegung vermehrt der Friedensbewegung zu. Im Rahmen der durch die Abrüstungskonferenz in New York bestärkten Friedensbewegung bildeten sich in allen Schweizer Städten Gruppen Frauen für den Frieden.
1978 wurden in Basel, Bern, Genf und Meyrin erste Frauenbeizen (Frauen vorbehaltene Restaurants) eingerichtet. Am 19. Mai 1978 fuhr der erste «Hollandbus». Bei den eidgenössischen Abstimmungen vom 28. Mai 1978 wurde die von Bundesrat und Parlament vorgeschlagene Indikationslösung (straffreier Schwangerschaftsabbruch auch bei Vorliegen sozialer Gründe) von der Frauenbewegung ebenso wie von konservativen Kreisen bekämpft und vom Volk verworfen.

#### 1980er Jahre
Die erste Hälfte der 1980er Jahre war wiederum geprägt von einer zunehmenden Polarisierung innerhalb der Schweizer Frauenbewegung. Kontrovers diskutiert wurden unter anderem die Abtreibungsfrage, eine eventuelle Wehrpflicht für Frauen sowie die Abschaffung des obligatorischen Hauswirtschaftsunterrichts für Mädchen.
Am 21. Januar 1980 reichten die Organisation für die Sache der Frau (OFRA) sowie verschiedene autonome Frauengruppen, Gewerkschaften und die linken Parteien die sog. Mutterschutzinitiative ein, im Juli folgte die von konservativen Kreisen getragene Initiative «Recht auf Leben» (die auf ein Totalverbot der Abtreibung zielte). Noch im selben Jahr wurde der Schweizerische Verband alleinerziehender Mütter und Väter (SVAMV) als Interessenvertretung Alleinerziehender gegründet. Im Dezember gab es erneut einen Skandal, als die OFRA bekanntgab, dass im Rahmen des Berner Offiziersschiessen auf Porträts von nackten Frauen geschossen wurde. Eine Klage wurde jedoch vom Obergericht abgelehnt.
In der Frühlingssession von 1981 diskutierte der Nationalrat über die Einbindung der Frauen in die Schweizer Gesamtverteidigung, worauf am 6. März viertausend Frauen auf dem Bundesplatz dagegen demonstrierten. An der eidgenössischen Abstimmung vom 14. Juni 1981 wurde der bundesrätliche Gegenvorschlag zur Gleichberechtigungsinitiative angenommen und der Grundsatz der Gleichstellung von Frauen und Männern in der Verfassung verankert. Einige Tage später traten die Sozialdemokratischen Frauen en bloc aus dem BSF aus mit dem Argument, dieser sei zu bürgerlich und würde keine feministische Politik vertreten. Im Herbst 1981 entstand in Zürich das erste Nottelefon für vergewaltigte Frauen, in anderen Städten folgten ähnliche Einrichtungen.
Ab 1983 wurde die Frage nach der Strafbarkeit von Vergewaltigung in der Ehe von den Frauenorganisation – allen voran dem Schweiz. Verband für Frauenrechte SVF – auf die politische Agenda gesetzt. Parallel dazu war wiederum die Frage nach einer Wehrpflicht für Frauen aktuell, als am 21. Januar 1983 der Bundesrat seinen Bericht «Mitwirkung der Frau in der Gesamtverteidigung» in die Vernehmlassung schickte. In dieser Frage waren die Frauenorganisationen gespalten: Während die SP-Frauen, Frauen für den Frieden, Radikalfeministinnen, OFRA und FBB heftigst dagegen protestierten, sahen die bürgerlichen Frauen mit dem BSF und dem SGF darin die Umsetzung des Grundsatzes «Gleiche Rechte – gleiche Pflichten».
Ebenfalls 1983 gründeten Studentinnen und Akademikerinnen aller Fachrichtungen den Verein Feministische Wissenschaft (VFW).
Am 20. März 1984 stellten die Frauen für den Frieden eine für die Schweiz revolutionäre Forderung: Ein Promill des Budgets der Schweizer Armee sollte in Zukunft statt in die Armee in die Friedensforschung investiert werden. Am 2. Dezember 1984 wurde die Initiative «für einen wirksamen Schutz der Mutterschaft» mit grosser Mehrheit abgelehnt. Grund dafür war die Tatsache, dass der vorgeschlagene Elternschaftsurlaub, der auch die Väter mit einbezog, vielen Frauen aus der traditionellen Frauenbewegung zu weit ging.
Mitte der 1980er Jahre tauchten neue Themen in der Frauenbewegung auf. Dazu gehörten insbesondere die Gentechnik und die Reproduktionsmedizin sowie Fragen der Migration und das Nord-Süd-Gefälle. Nach der 3. Weltfrauenkonferenz in Nairobi (1985) wurde die Diskriminierung von Frauen auf der ganzen Welt öffentlich diskutiert und die internationale Vernetzung der Frauenrechtsbewegung vorangetrieben.
Ab Februar 1985 wurden in der ganzen Schweiz nach dem Vorbild der deutschen Frauenbewegung Wyberräte gegründet mit dem Ziel, die Kräfte der zersplitterten Frauenbewegung zu bündeln und aus dieser erneut eine ernstzunehmende gesellschaftliche und politische Kraft zu machen. Ebenfalls ab 1985 entstanden in Zürich, Binningen und Bern Frauengesundheitszentren, in denen nicht nur gynäkologische Beratung, sondern auch Naturheilkunde gelehrt sowie Selbsthilfegruppen für Frauen eingerichtet wurden.
1986 wurde das Netzwerk Frauenflüchtlinge als Dienstleistung für Migrantinnen gegründet. Die OFRA gründete im selben Jahr die Nationale Koordination gegen Gen- und Reproduktionstechnologie (NOGERETE). Am 15. Dezember desselben Jahres schlossen die Frauenhäuser in einer nationalen Dachorganisation zusammen.
Am 18. April 1988 wurde die vor allem in der Deutschschweiz tätige Autonome Frauengewerkschaft Schweiz (FGS) gegründet.
Mit einem grossen Frauenfest löste sich die FBB im Jahr 1989 auf, da sie ihre gesetzten Ziele – Frauenanliegen in die öffentliche Meinung und die «richtige Politik» zu bringen – erreicht sah. Im Herbst desselben Jahres wurde die Lesbenorganisation Schweiz (LOS) gegründet.
Am Jahreskongress der OFRA vom 10. Juni 1990 wurde das Thema «Sexuelle Gewalt» als gesellschaftspolitisches Problem zur Diskussion gestellt. Die OFRA setzte sich zum Ziel, die Ursachen und Folgen von Gewalt gegen Frauen in der Öffentlichkeit zu diskutieren und insbesondere durch Aufklärung gegen die kursierenden Mythen über Vergewaltigung zu kämpfen.

#### 1990er Jahre

Die Frauensession 1991 im Nationalratssaal

Aus Anlass der 700-Jahr-Feier der Schweizerischen Eidgenossenschaft, des 20-jährigen Bestehens des Frauenstimmrechts und 10-jährigen des Gleichberechtigungsartikels in der Verfassung fand im Februar 1991 im Nationalratssaal eine Frauensession statt, an der rund 250 Frauen aus verschiedenen Organisationen und Bereichen teilnahmen. Dabei wurde der vorbereitete Resolutionsentwurf mit grosser Mehrheit abgelehnt, weil er den Teilnehmerinnen zu wenig konkret und griffig war. Hingegen wurde im Anschluss an die Session ein Forderungskatalog publiziert, welcher die in Arbeitsgruppen diskutierten und angenommenen frauenpolitischen Forderungen enthielt: vom Zivilstand unabhängige Altersvorsorge, Betreuungsgutschriften in der AHV, gleicher Lohn für gleichwertige Arbeit, Zulässigkeit der Verbandsklage in Lohngleichheitsfragen, Mutterschaftsversicherung, bessere Vertretung von Frauen in politischen Gremien, Ganztagesschulen und ausserschulische Kinderbetreuung, Selbstbestimmungsrecht der Frau über ihren Körper.

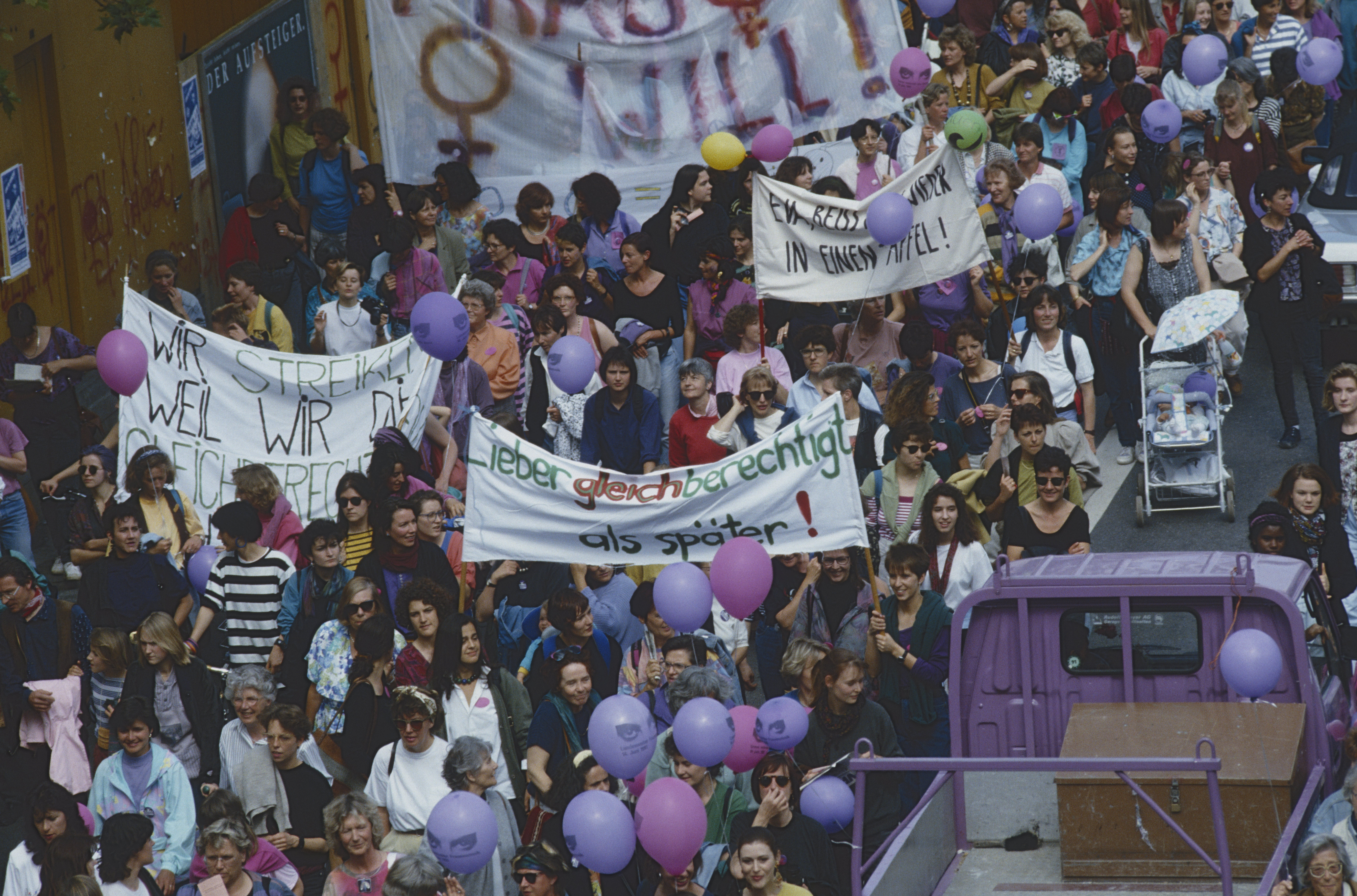
Der Frauenstreik 1991 in Zürich

Am 14. Juni 1991 fand der international Aufsehen erregende Frauenstreik statt. Hunderttausende von Schweizer Frauen beteiligten sich an Streik- und Protestaktionen. Motto des Streiks war „Wenn frau will, steht alles still“.
1992 bildeten mehrere Frauenorganisationen (Bund Schweizerischer Frauenorganisationen, Schweizerischer Verband für Frauenrechte, OFRA) zusammen mit den beiden Pro-Choice-Organisationen SVSS (Schweizerische Vereinigung für Straflosigkeit des Schwangerschaftsabbruchs) und SGRA (Schweizerische Gesellschaft für das Recht auf Abtreibung) die «Arbeitsgruppe Schwangerschaftsabbruch», die sich für die Legalisierung des Schwangerschaftsabbruchs (Fristenregelung) engagierte. Nachdem sich die Delegiertenversammlung des Schweizerischen Gemeinnützigen Frauenvereins SGF 1993 zugunsten einer Fristenlösung ausgesprochen hatte, schloss sich der SGF der Gruppe an. Etwas später stiess der Berufsverband der Familienplanungsberaterinnen dazu.
Am 3. März 1993 wählte die Bundesversammlung statt der offiziellen Kandidatin Christiane Brunner einen Mann in den Bundesrat, was eine schweizweite Protestbewegung auslöste. Schliesslich gab der gewählte Francis Matthey dem Druck der Strasse nach und verzichtete auf seine Wahl. In der Folge wählte die Bundesversammlung die Gewerkschafterin Ruth Dreifuss. Als Folge dieser Ereignisse trat in der schweizerischen Politik auf allen Ebenen der so genannte «Brunner-Effekt» ein: bei allen Wahlen in den Folgemonaten wurden die Frauenanteile in den kantonalen und kommunalen Parlamenten signifikant erhöht. Die Mobilisierungs- und Solidarisierungswelle, die die Schweizer Frauenbewegung nach der Nicht-Wahl von Christiane Brunner ergriff, führte längerfristig zu einer verstärkten Kooperation von engagierten Frauen aller Couleur.
1994 verlangte eine Petition mit 27'000 Unterschriften vom Bundesrat einen Gesetzesentwurf für einen bezahlten Mutterschaftsurlaub für erwerbstätige Frauen. Eine erste Gesetzesvorlage des Parlaments wurde 1999 in der Referendumsabstimmung vom Volk abgelehnt. Erst im zweiten Anlauf gelang es 2004, eine bescheidenere Vorlage für eine Mutterschaftsversicherung in der Volksabstimmung durchzubringen.
Am 22. März 1995 wurde die so genannte «Quoten-Initiative» (Initiative 3. März) vom überparteilichen Komitee Komitee Frauen in den Bundesrat eingereicht. Gefordert wurde «eine angemessene Vertretung der Frauen unter Berücksichtigung der jeweiligen Eigenheiten jeder Behörde» in allen Bundesbehörden.
Am Frauenkongress von 1996 und an der 4. UN-Weltfrauenkonferenz und der parallel dazu stattfindenden NGO-Konferenz beteiligten sich alle nationalen Frauenorganisationen.
Im April 1997 vollzogen die Frauen der Christlich-Demokratischen Volkspartei (CVP) an ihrer Delegiertenversammlung eine radikale Kehrtwendung von einer restriktiven Haltung gegenüber der Liberalisierung des Schwangerschaftsabbruchs zur Befürwortung einer Fristenregelung. Im selben Jahr nahmen auch der Evangelische Frauenbund der Schweiz, der Schweizerische Landfrauenverband und – etwas verklausuliert – auch der Schweizerische Katholische Frauenbund für die Fristenregelung Stellung. Die breite Unterstützung durch alle grossen Frauenorganisationen, über sämtliche Parteigrenzen hinweg, verhalf der Fristenregelung am 2. Juni 2002 in der Volksabstimmung zum Durchbruch.

## Themen der Schweizerischen Frauenbewegung
- Frauenstimmrecht
- Bildung für Frauen und Mädchen, Zugang zu den Universitäten
- Mutterschaftsversicherung
- Abtreibungsfrage und Fristenlösung
- Ehe- und Scheidungsrecht
- Gleichberechtigung
- Gleicher Lohn für gleiche Arbeit
- Frauenstreik
- Gosteli-Stiftung – Archiv zur Geschichte der schweizerischen Frauenbewegung

## Verwandte Themen
- Internationale Frauenbewegung
- Ideologische Grundlagen: Feminismus

### Alte Frauenbewegung
- Nora Escher: Entwicklungstendenzen der Frauenbewegung in der deutschen Schweiz 1850–1918/19. Dissertation, Universität Zürich 1985.
- Elisabeth Joris, Heidi Witzig: Frauengeschichte(n). Dokumente aus zwei Jahrhunderten zur Situation der Frauen in der Schweiz. 4. Auflage. Limmat, Zürich 2001, ISBN 3-85791-361-4.
- Beatrix Mesmer: Eingeklammert – Ausgeklammert. Frauen und Frauenorganisationen in der Schweiz des 19. Jahrhunderts. Helbing und Lichtenhahn, Basel 1988, ISBN 3-7190-1025-2.
- Brigitte Schnegg, Anne-Marie Stalder: Zur Geschichte der Schweizerischen Frauenbewegung. In: Die Stellung der Frau in der Schweiz. Teil IV: Frauenpolitik. Hrsg. von der Eidgenössischen Kommission für Frauenfragen, Bern 1984, S. 5–27.
- Regula Stämpfli: Mit der Schürze in die Landesverteidigung. Frauenemanzipation und Schweizer Militär 1914–1945. Orell Füssli Verlag, Zürich 2002, ISBN 3-280-02820-5.
- Marthe Gosteli (Hrsgin.): Vergessene Geschichte. Illustrierte Chronik der Frauenbewegung. Band 1: 1914–1933. Band 2: 1934–1963. Stämpfli, Bern 2000, ISBN 3-7272-9256-3.
- Yvonne Voegeli: Zwischen Hausrat und Rathaus. Auseinandersetzungen um die politische Gleichberechtigung der Frauen in der Schweiz 1945–1971. Chronos Verlag, Zürich 1997, ISBN 3-905312-30-1.
- Iris von Roten: Frauen im Laufgitter. Offene Worte zur Stellung der Frau. Hallwag Verlag, Bern 1958, Neuauflage eFeF-Verlag, Zürich [etc] 1991, ISBN 3-905493-21-7.

### Neue Frauenbewegung
- Anne-Marie Rey: Die Erzengelmacherin – Das 30-jährige Ringen um die Fristenregelung. Xanthippe-Verlag, Zürich 2007, ISBN 978-3-905795-02-8.
- Kristina Schulz, Leena Schmitter, Sarah Kiani: Frauenbewegung. Die Schweiz seit 1968. Analysen, Dokumente, Archive. hier + jetzt, Baden 2014, ISBN 978-3-03919-335-6.